# Alfred Pielenz
Alfred Wilhelm Helmuth Pielenz (* 5. September 1898 in Heilbronn; † 12. Juli 1989 in Liestal, Schweiz) war Eigentümer und Geschäftsführer des Herstellers von Näh- und Stickgarnen Amann & Söhne.

## Leben
Alfred Pielenz wurde 1898 als Sohn von Gustav Pielenz (1862–1944) und Marie Pielenz, geb. Raetz, (1875–1949) geboren. Sein Vater war Generaldirektor des Nahrungsmittelunternehmens Knorr und arbeitete 56 Jahre für dieses Unternehmen. Er absolvierte eine kaufmännische Ausbildung bei der Handels- und Gewerbebank AG Heilbronn, der Deutschen Maizena Gesellschaft Hamburg und der Corn Products Refining Corporation (CPC) New York.
Am 1. Juni 1924 trat er in die Mondamin-Gesellschaft Berlin ein, ursprünglich ein Tochterunternehmen der Knorr AG, dessen Aktien bereits 1922 zu 75 % von Maizena übernommen worden waren. Zum 1. Januar 1925 erhielt er Prokura, zum 1. Dezember 1927 wurde er zum Geschäftsführer bestellt. Von 1. Oktober 1929 bis 31. Dezember 1930 war Alfred Pielenz Mitglied des Vorstands der Knorr AG, einem Gremium, das unter der Leitung seines Vaters Gustav Pielenz stand. Später war er von 1949 bis 1958 Mitglied des Aufsichtsrats der Knorr AG. 
Am 24. Mai 1930 heiratete er in Heilbronn Ilse Helene Agnes Amann (1908–1977), die Tochter des Unternehmers Alfred Amann. Amann bezeichnete die Heirat seines einzigen Kindes mit Alfred Pielenz als seinen "Hauptglücksfall" und machte seinen Schwiegersohn 1931 zum Teilhaber und Geschäftsführer von Amann & Söhne. Pielenz bewährte sich in dieser Position so gut, dass sich sein Schwiegervater 1933 aus dem Unternehmen zurückzog. Nach dem Tod seines Schwiegervaters wurde er 1942 alleiniger Eigentümer des Unternehmens. Pielenz führte Amann & Söhne durch die letzten Kriegsjahre, in denen die Produktion zum Erliegen kam, sowie durch die Nachkriegszeit, in der der Geschäftsbetrieb trotz massiver Import- und Logistikprobleme schrittweise wieder aufgenommen und die Produktion nach kurzer Zeit wieder normalisiert werden konnte. Im Jahr 1955 leistete das Unternehmen Pionierarbeit mit der Herstellung endloser synthetischer Nähfäden. 1968 übergab Pielenz die Unternehmensführung an seinen Sohn Hanns A. Pielenz (1939–2013).
Alfred Pielenz hatte drei weitere Kinder: Die Tochter Ingeborg (* 1933) und die Söhne Frank Gustav (1931–1961) und Albrecht (* 1944). 1930–31 ließ Alfred Pielenz durch den Heilbronner Architekten Adolf Braunwald eine Villa in der Olgastraße 31 in Bönnigheim errichten, unweit der Villa Amann, dem Wohnsitz seines Schwiegervaters. Pielenz verstarb 1989 in Liestal in der Schweiz. Die Villa Alfred Pielenz wurde nach seinem Tode abgebrochen.